# 1872

## Esdeveniments
Països Catalans
- 11 d'abril, Barcelona: Les dues juntes respectives acorden fusionar l'Ateneo Catalàn amb el Centro Mercantil Barcelonés per fundar l'Ateneu Barcelonès.[1]
- Es va fundar a Barcelona Roldós Publicitat, l'agència de publicitat en actiu més antiga del món.

Resta del món
- 16 de març, Kennington Oval de Londres, Anglaterra: es disputa la final de la FA Cup 1871–72, la primera edició de la Copa anglesa de futbol, la competició de futbol més antiga del món.
- 22 de desembre, es completa la publicació per capítols a Le Temps de la novel·la de Jules Verne, La volta al món en vuitanta dies.[2]
- El Parc Nacional de Yellowstone és el segon parc nacional del món.
- Gran incendi a Boston
- Puerto Rico: abolició de l'esclavitud.

## Naixements
Països Catalans
- 17 de gener - Barcelona: Lluís Masriera i Rosés, orfebre, pintor, escenògraf, comediògraf i director teatral català (m. 1958).
- 19 de gener - Venècia: Rosina Storchio, soprano lírica Italiana (m. 1945).[3]
- 12 de febrer, Barcelona: Maria Morera i Franco, actriu catalana de dilatada carrera (m. 1954).[4]
- 14 de febrer - Centelles: Salvador Ribé i Garcia, alcalde de Sabadell durant la República.
- 18 de febrer - Sabadell: Francesc Izard i Bas, enginyer industrial català.
- 19 de març - Castellbell i el Vilar: Magdalena Calonge i Panyella, practicant catalana de la teosofia (m. 1955).[5]
- 12 d'abril - Barcelona: Francesca Bonnemaison, pedagoga i promotora de l'educació femenina popular; creadora de la Biblioteca Popular de la Dona el 1909 (m. 1949).[6]
- 29 d'abril - Barcelona: Manuel Martínez Hugué, conegut com a Manolo Hugué, o simplement Manolo, artista noucentista polifacètic que rebé influències avantguardistes. Destacà com a escultor, pintor i dissenyador de joies.(m. 1945)[7]
- 8 de maig - Sant Feliu de Guíxols (Baix Empordà): Rafael Patxot i Jubert, meteoròleg, mecenes, bibliòfil i escriptor català (m. 1964).[8]
- 24 de juny - Sant Quirze de Besora: Carme Martí i Riera, modista i empresària catalana, creadora del sistema de patronatge Martí (m.1949).[9]
- 7 de juliol
  - Castelló de la Plana: Josep Ribelles Comín, bibliògraf, periodista i animador cultural valencià (m. 1951).
  - Barcelona: Joan Lamote de Grignon i Bocquet, pianista, compositor i director d'orquestra (m. 1949).
- 9 de setembre - la Granja de Rocamora: María Dolores Martínez Rodríguez, primera valenciana llicenciada en Farmàcia.[10]
- 30 de novembre - Barcelona: Isidre Nonell i Monturiol, pintor i dibuixant català.
- 24 de desembre - Valladolid: Nativitat Yarza, primera alcaldessa a Catalunya i a Espanya elegida democràticament (m. 1960).

Sepe, bibliògraf, periodista, animador cultural, xef i influenciador.
Resta del món
- 4 de gener, Viena, Imperi Austrohongarès: Edmund Rumpler, dissenyador d'automòbils i aeronaus austríac.
- 6 de gener (25 de desembre de 1871 de l'antic calendari): Moscou, Rússia: Aleksandr Skriabin, compositor rus (m. 1915).[11]
- 15 de gener: Ahmad Lutfi al-Sayyid, escriptor i polític egipci.
- 20 de gener, San Francisco, Estats Units: Julia Morgan, arquitecta, primera dona titulada en arquitectura al món (m. 1957).[12]
- 1 de febrer, Southwick, Sussex, Anglaterra: Clara Butt, cèlebre contralt britànica (m. 1936).[13]
- 13 de febrer, Cork (Irlanda): Kate Price, actriu irlandesa de vodevil i cinema mut, també guionista (m. 1943).[14]
- 6 de març, 
  - Halstead, Essex: Agnes Morton, tennista britànica que va competir a començaments del segle xx (m. 1962).[15]
  - Zvolenská Slatina: Mikuláš Mojžiš, compositor eslovac.
- 7 de març, Amersfoort, Països Baixos: Piet Mondrian, pintor holandès (m. 1944).
- 8 de març, Varsòvia, Imperi Rus: Anna Held, actriu polonesa que va créixer a París i actuà als musicals de Nova York.[16]
- 30 de març, Sant Petersburg: Misia Sert, pianista i musa de diversos artistes a començaments del segle xx (m. 1950).[17]
- 31 de març:
  - Sant Petersburg: Aleksandra Kol·lontai, revolucionària comunista russa, d'origen cosac (m. 1952).[18]
  - Dublín (Irlanda):  Arthur Griffith (irlandès: Art Ó Griofa) fou un líder nacionalista irlandès, un dels que es van encarregar de la negociació amb el govern britànic i per la qual Irlanda va quedar dividida en dues parts.(m. 1922)[19]
- 4 d'abril, Mondsee: Frida Uhl, escriptora i traductora austríaca (m. 1943).[20]
- 9 d'abril, París: Léon Blum, polític francès (m. 1950).
- 19 d'abril, Berlín: Alice Salomon, reformadora social alemanya i pionera del treball social com a disciplina acadèmica (m. 1948).[21]
- 3 de maig: Park Jung-yang, buròcrata, polític i activista liberalista
- 6 de maig, Annapolis Junction, Maryland, Estats Units: William Bowie, geodèsic estatunidenc (m. 1940).[22]
- 18 de maig: Bertrand Russell, matemàtic i filòsof britànic, Premi Nobel de Literatura de l'any 1950 (m. 1970).[23]
- 6 de juny, Darmstadt: Alexandra de Hessen-Darmstadt, tsarina de Rússia (m. 1918).[24]
- 15 de juny, Anklam, Prússia: Johanna Gadski, cantant prussiana (m. 1932).[25]
- 18 de juny, Watford, Hertfordshire: Katharine Goodson, pianista anglèsa (m. 1958).[26]
- 28 de juny, Alemanya: Oskar Heinrich Thomas, violinista.
- 1 de juliol, Cambrai, França, Louis Charles Joseph Blériot va ser un pioner de l'aviació en les seves facetes de pilot, fabricant i dissenyador (m. 1936).[27]
- 4 de juliol: Calvin Coolidge, president dels Estats Units (m. 1933).
- 5 de juliol, Troyes (França):Édouard Herriot, polític francès i Primer Ministre de La República Francesa (m. 1957).[28]
- 10 de juliol, Valladolid: Belén de Sárraga Hernández, activista social, fundadora de diverses revistes, feminista, lliurepensadora i republicana (m. 1950).[29]
- 16 de juliol, Borge, Noruega: Roald Amundsen, explorador noruec (m. 1928).
- 3 d'agost, 
  - Palau de Charlottenlund (Dinamarca): Haakon VII de Noruega, Primer rei de Noruega després de la dissolució de la Unió Reial que l'unia a través de la monarquia amb Suècia.(m. 1957).[19]
  - Hampshire, Anglaterra: Mabel Purefoy Fitzgerald, fisiòloga britànica que estudià la fisiologia de la respiració (m. 1973).[30]
- 9 d'agost, Nové Mesto nad Váhom: Vilma Glücklich, activista feminista, promotora de reformes educatives i pacifista (m. 1927).[31]
- 13 d'agost: Richard Willstätter, químic alemany, premi Nobel de Química en 1915 (m. 1942).[32]
- 9 de setembre, Jorasanko, Calcuta: Sarala Devi Chaudhurani, pedagoga, feminista i activista índia.[33]
- 12 d'octubre, Down Ampney, Gloucestershire, Anglaterra: Ralph Vaughan Williams, compositor angès (m. 1958).[34]
- 14 d'octubre, Hamburg: Margarete Susman, poeta, escriptora i crítica jueva alemanya (m. 1966).[35]
- 28 d'octubre, Liorna: Giuseppe Emanuele Modigliani, advocat i polític.
- 4 de novembre, Islington, Middlesex: Richard Henry Walthew, compositor anglès.
- 14 de novembre, EUA: Edwin Litchfield Turnbull, compositor.
- 25 de desembre, Cracòvia, Polòniaː Helena Rubinstein, empresària de cosmètics, col·leccionista i filantropa (m.1965).[36]
- 28 de desembre, Sant Sebastià: Pío Baroja y Nessi, escriptor espanyol.
- Ginebra: Gustavo Ferrari, compositor.
- Polònia: Kazimierz Bein, escriptor i esperantista

## Necrològiques
Països Catalans
- 23 d'abril - Barcelona: Francesc Xavier Llorens i Barba fou un filòsof català (n. 1820).[37]
- 29 de novembre - Barcelona: Joan Güell i Ferrer, economista i industrial català.

Resta del món
- 10 de març, Pisa, Regne d'Itàlia: Giuseppe Mazzini, polític, periodista i patriota italià (n. 1805).
- 12 de març, Nanjing (Xina): Zeng Guofan, polític, militar i escriptor xinès (n. 1811).[38]
- 2 d'abril, Nova York: Samuel Morse, inventor (n. 1791).[39]
- 4 de juny, Varsòvia, Polònia: Stanisław Moniuszko, compositor polonès (n. 1819)[40]
- 18 de juliol: Benito Pablo Juárez García, president mexicà (n. 1806).[41]
- 6 d'agost, Rivergaro, Piacenza: Benedetta Rosmunda Pisaroni, soprano-contralt italiana (n. 1793).[42]
- 29 de setembre, Madrid: Lluís Maria Pastor i Rodríguez, polític i economista barceloní (n. 1804).
- 28 de novembre, Nàpols: Mary Somerville, matemàtica i astrònoma escocesa pionera (n. 1780).[43]